# Pazzi-kápolna

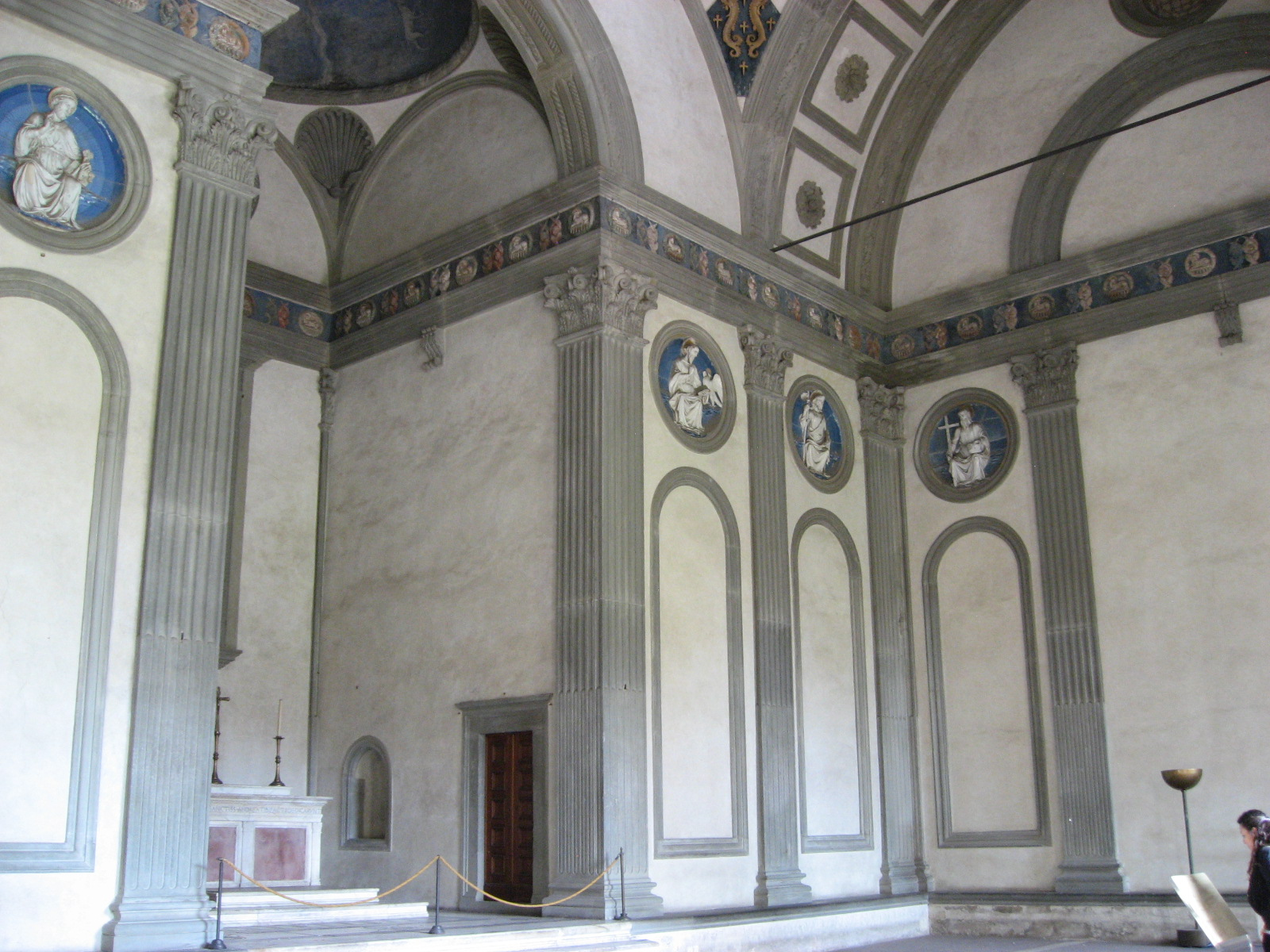
Az oltár

A Pazzi-kápolna (Capella Pazzi), a Pazzi-család sírbolt temploma, Filippo Brunelleschi alkotása, amely a Santa Croce templom udvarában áll Firenze szívében. Eredetileg a ferences templom káptalanterméül is szolgált.

## Története

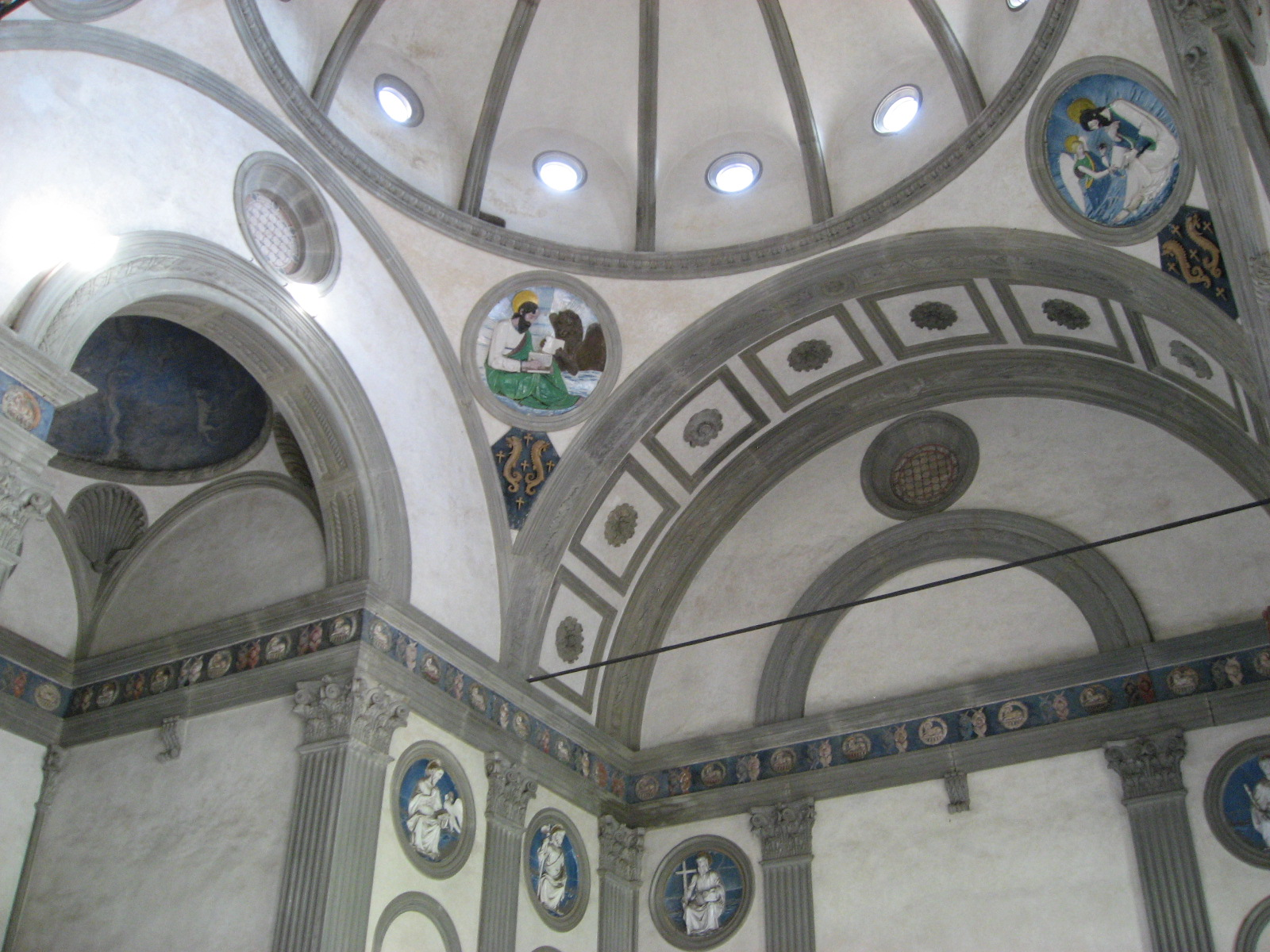
A kápolna belseje

A kápolna megépítésére Andrea de' Pazzi adott megrendelést Brunelleschinek 1429-ben. A kápolna a 15. század második felére készült el. A Pazzi-kápolna példamutató szerkezetű építmény, melyet több nagy alkotó is mintául vett, például Bramante is a Szent Péter-bazilika kupolájának építésekor.

## Építészeti bemutatása

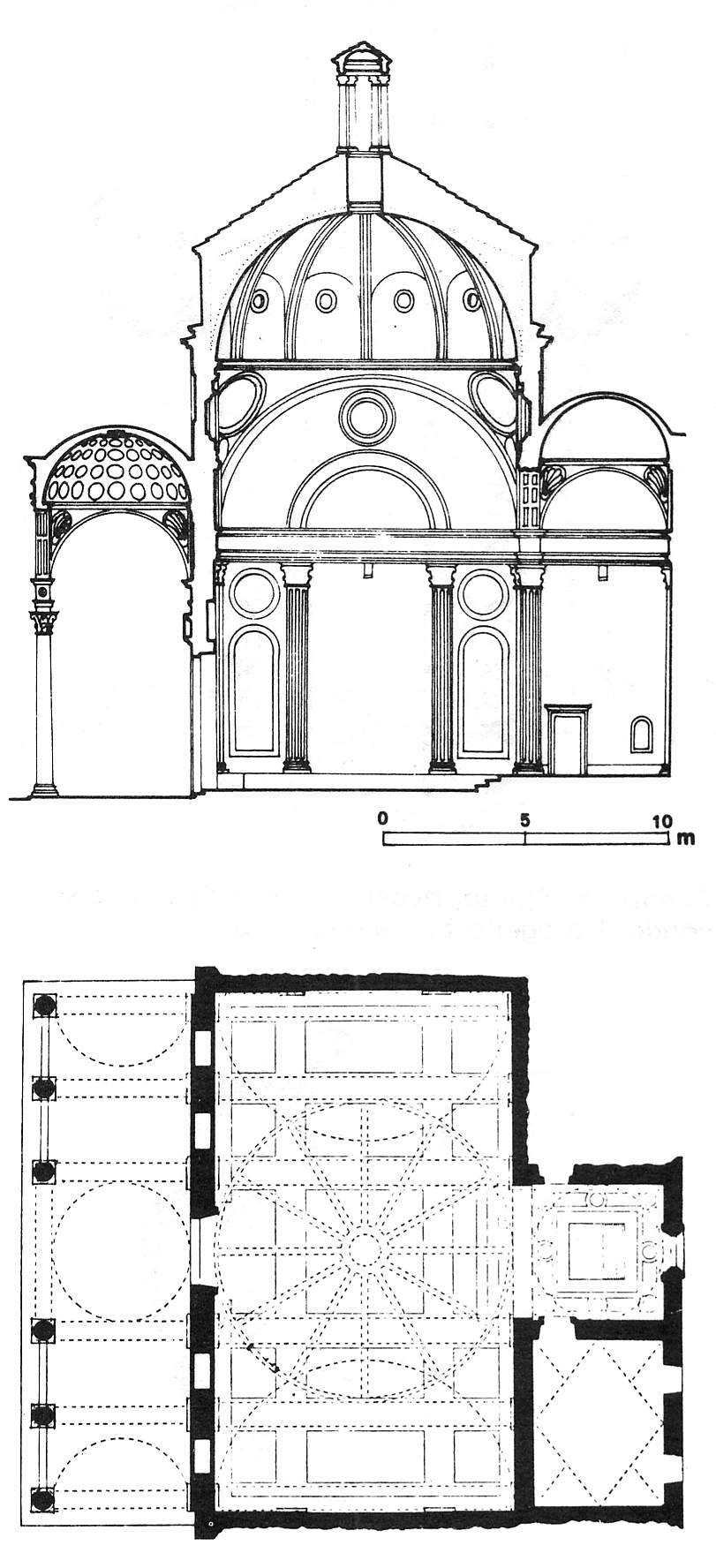
A Pazzi-kápolna építészeti metszetrajza.

Brunelleschi több híres firenzei család sírkápolnáját építette meg, mialatt élete fő művén, a firenzei dóm kupolájának építésén dolgozott. E kápolnák közül az első San Lorenzo déli sekrestyéje, az ún. Sagrestia Vecchia. Ezt az egyszerű térszerkezetű, négyzetes alapterületű, kocka alakú belső terű kápolnát kupola díszíti. Keleti oldalán egy szintén kupolával fedett, négyzetes alaprajzú kicsiny apszis csatlakozik a központi térhez. 
A Sagrestia Vecchiánál megalkotott szerkezetet fejlesztette tovább Brunelleschi. A megrendelés bővebb tér megépítéséről szólt, mert a sírkápolna funkció mellett az új épületet szánták a kolostor káptalanterméül is. Ezért Brunelleschi a centrális teret több irányban kibővítette. Egyrészt előcsarnokot épített a kápolna elé, másrészt a kupolával fedett szakaszt is oldalirányban kiszélesítette. 
Ha a bazilika déli udvarán át közelítünk a Pazzi-kápolna felé, a hat oszloppal díszített előcsarnok fogadja az érkezőt. A középső két oszlop köze szélesebb, mert itt nyílik a bejárat is. Az előcsarnok középső szakaszát kis kupola borítja, az oldalirányban nyitott csarnoktereket dongaboltozat fedi. A hat oszlop mintegy tovább vetül a belső térbe is, mert megismétlődik a belső falakon is pilaszter formájában. 
A kápolnába lépőt a nagyobb méretű, négyzeten túlnyúlóan oldalirányban kiszélesített belső tér fogadja. A középső szakasz boltozata csegelyes kupola, míg a négyzeten túli teremszakaszoké dongaboltozatos. A belső tér tovább bővül a szemközt található szentély négyzetes terével, melyet szintén egy kisebb méretű kupola borít. Három kupola sorakozik tehát a bejárattól a szentélyig: az előcsarnoké, a központi kápolnatéré és a szentélyé. 
Az épület szerkezetét színekkel is hangsúlyozza az építész. A fehér falfelületen a homokkő szürke színével emelkednek ki a féloszlopok, párkányok és a boltívek. A tondók Luca della Robbia és Brunelleschi alkotásai.

## Képek

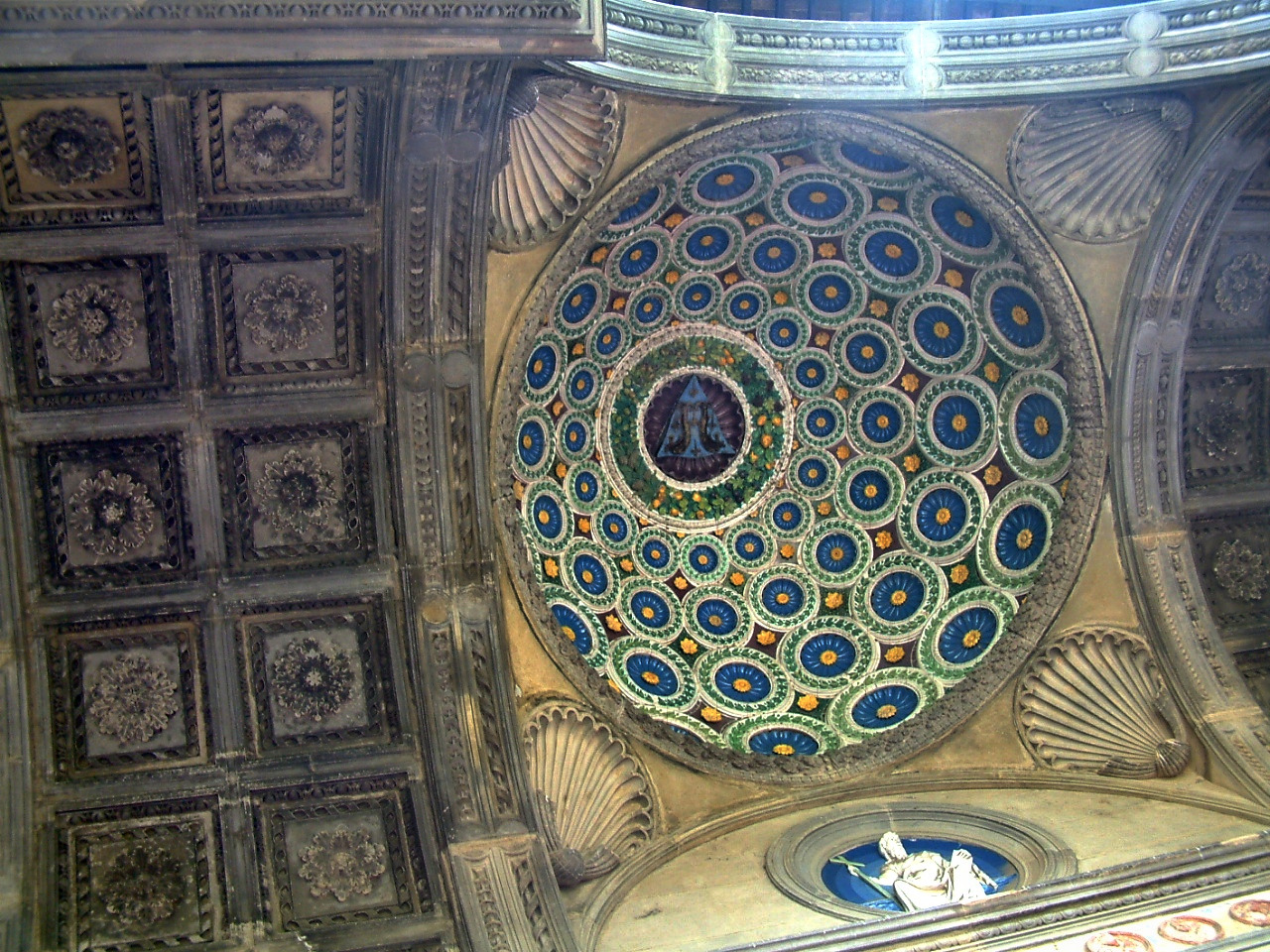
A kupola és a portikusz mennyezete
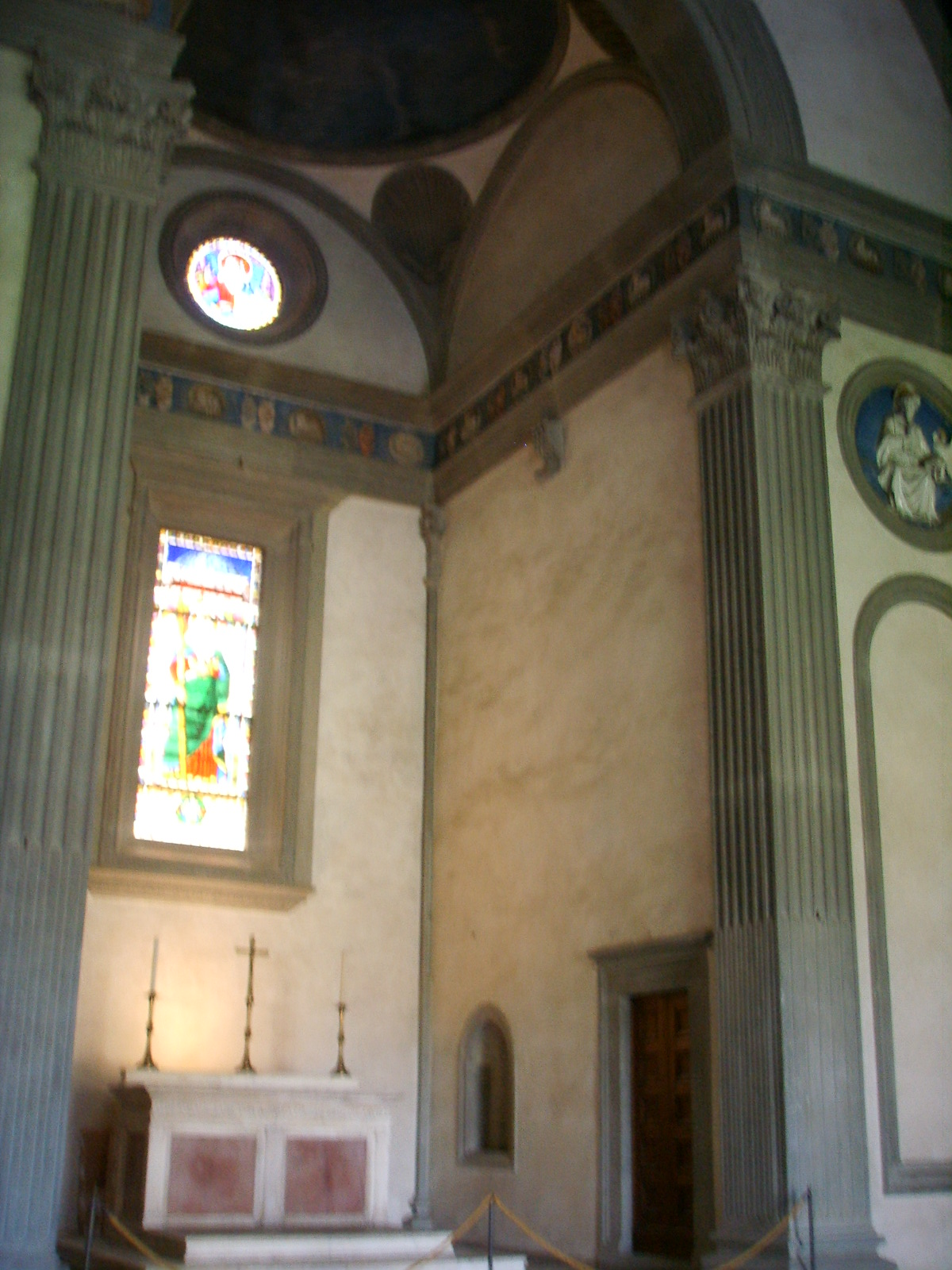
A központi oltár
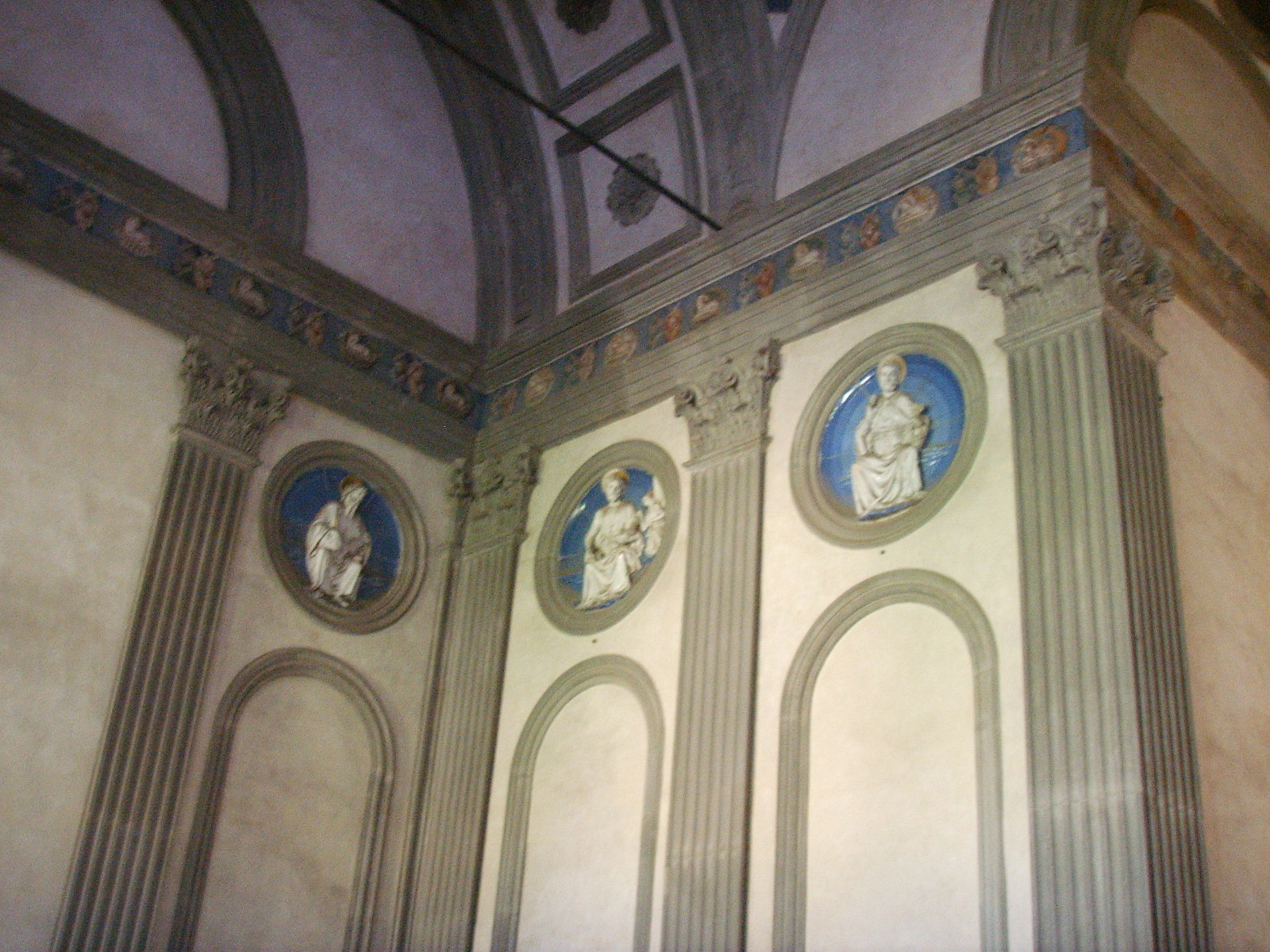
Apostol tondójai
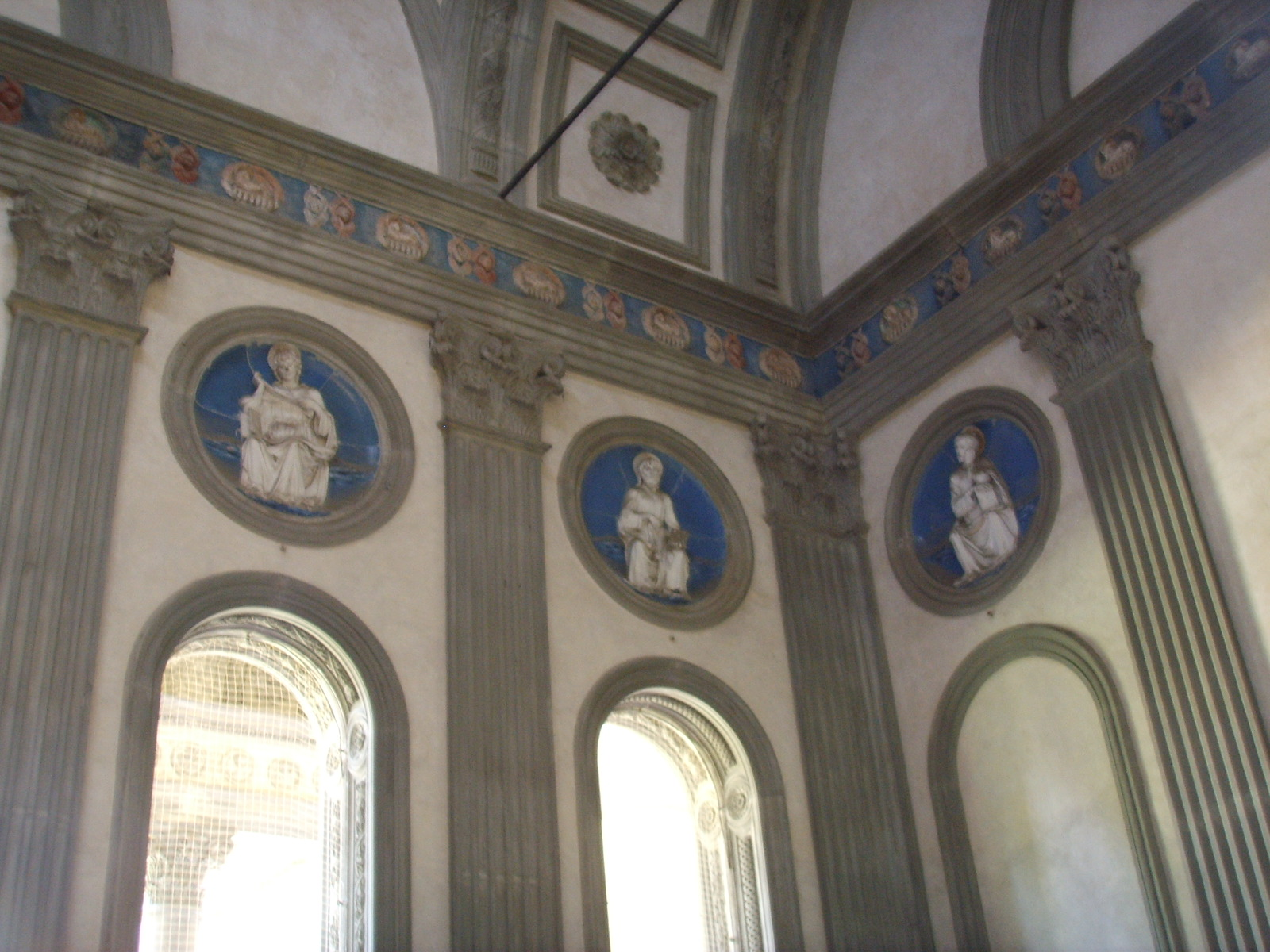
Apostol tondójai
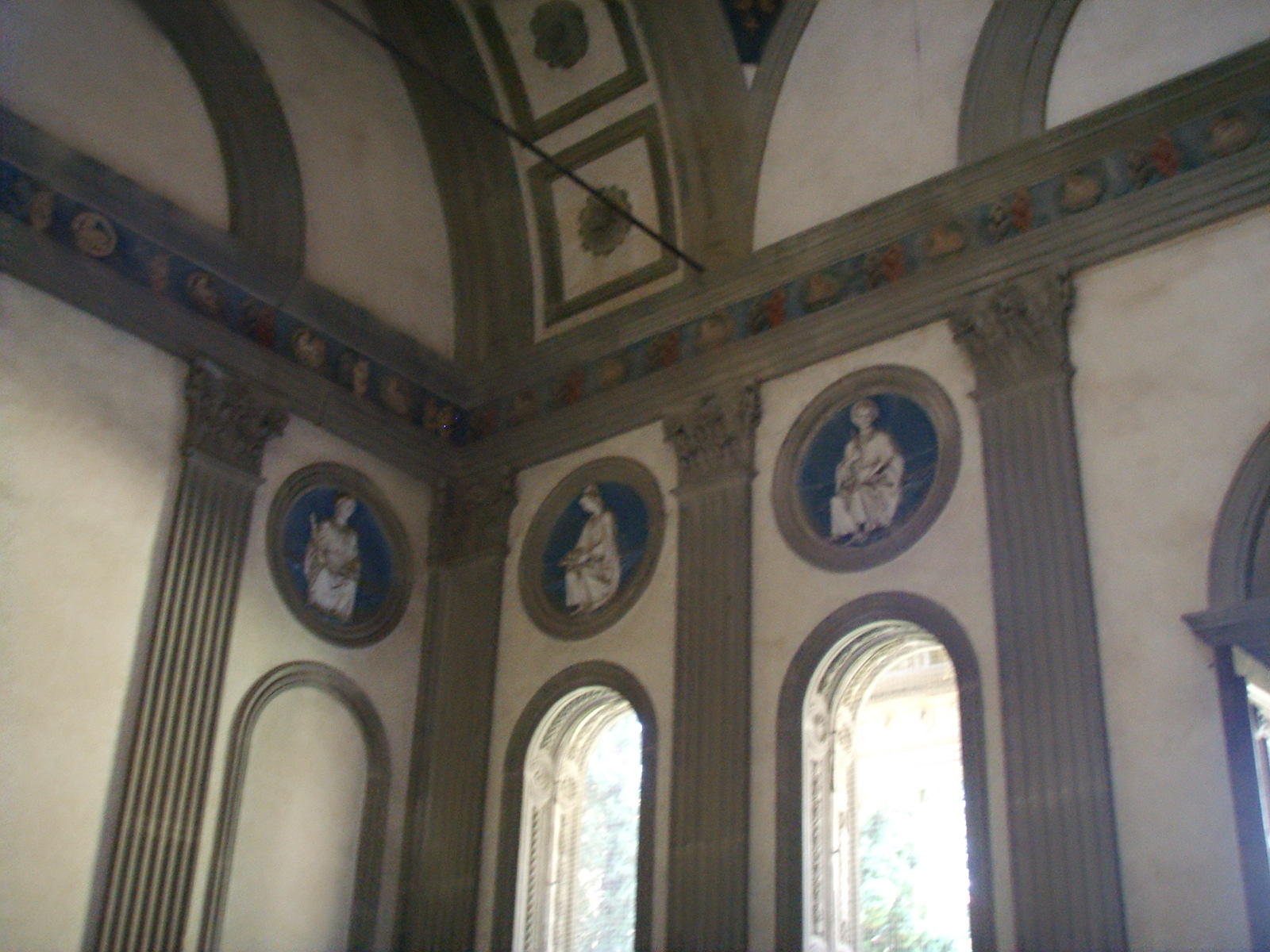
Apostol tondójai
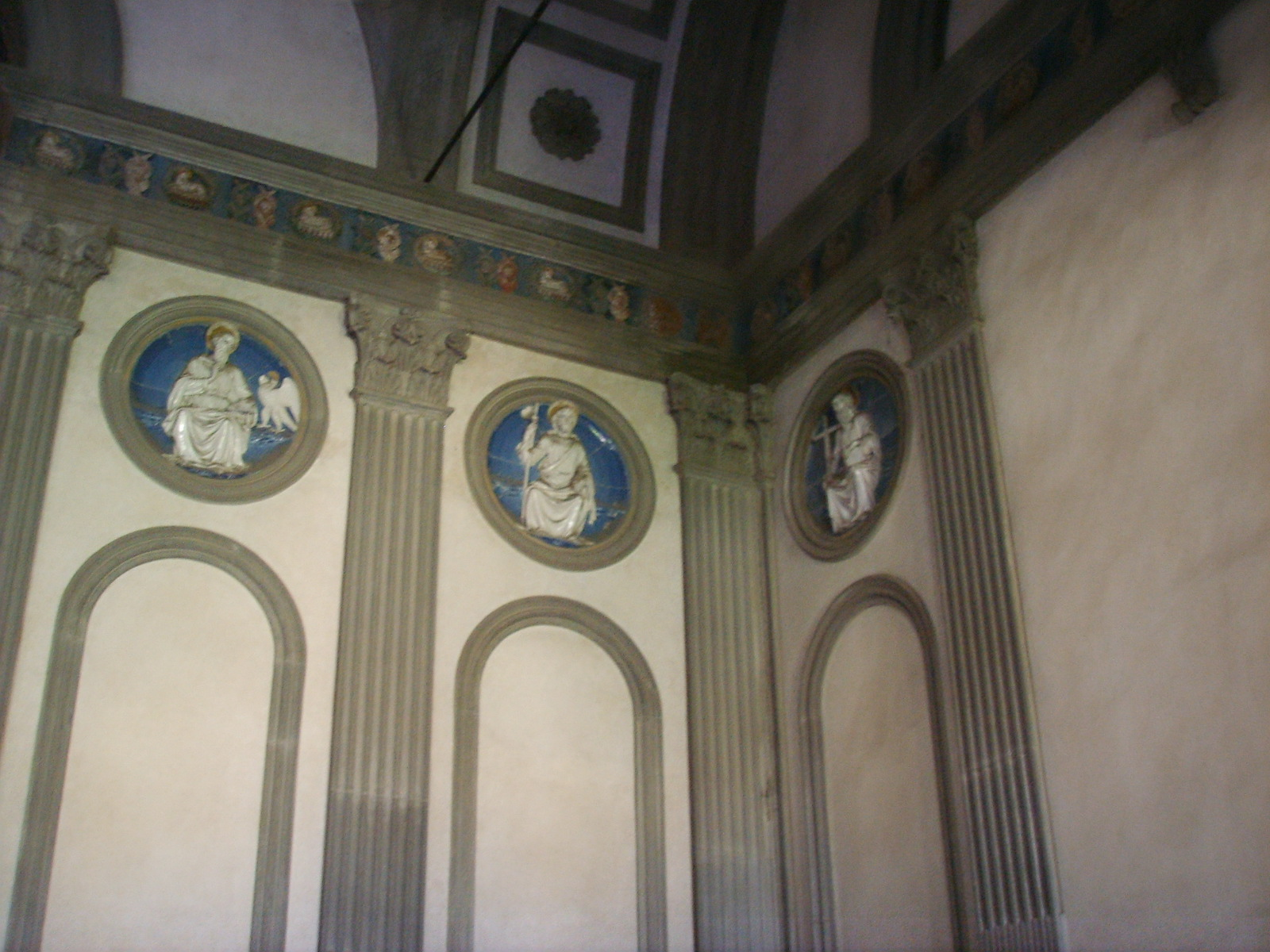
Apostol tondójai
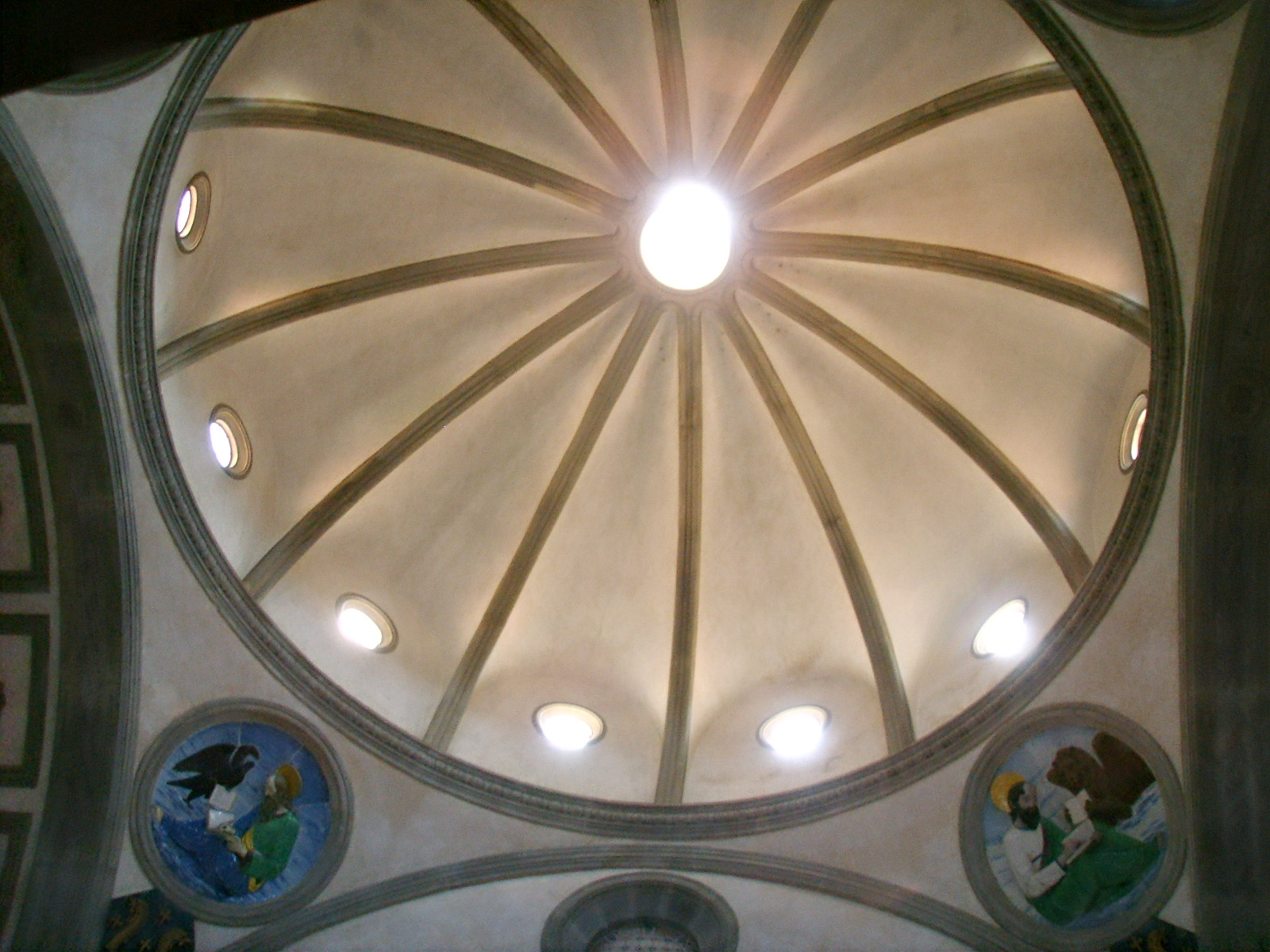
A kupola (tondo 1 és 2)
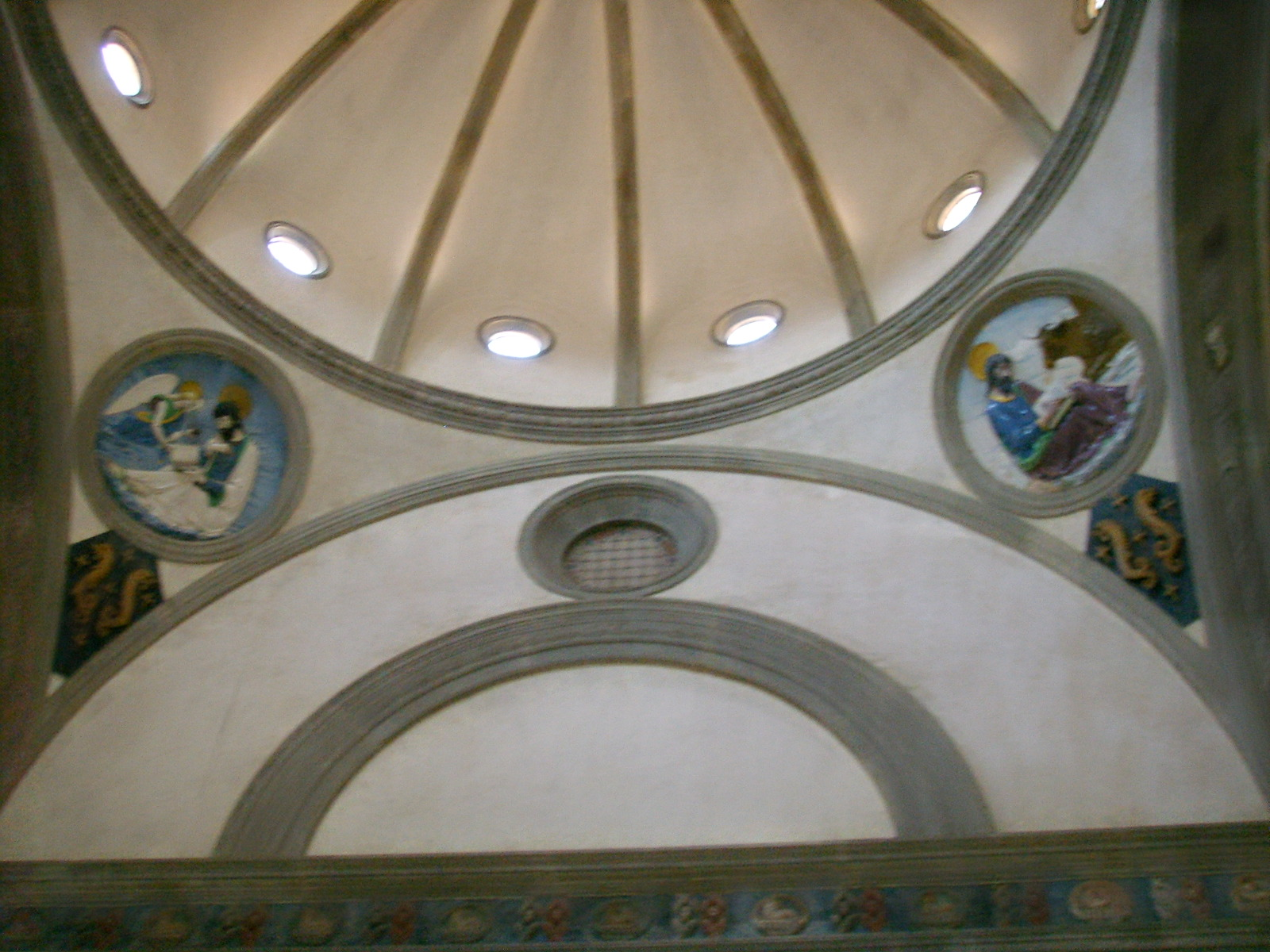
A kupola (tondo 3 és 4)